# Yin Jian
Yin Jian (en chino: 殷劍; Xichang, 25 de diciembre de 1978) es una deportista china que compitió en vela en las clases Mistral y RS:X. 
Participó en dos Juegos Olímpicos de Verano, obteniendo una medalla de oro en Pekín 2008 (RS:X) y una de plata en Atenas 2004 (Mistral).

## Palmarés internacional
| Juegos Olímpicos | Juegos Olímpicos | Juegos Olímpicos | Juegos Olímpicos |
| Año              | Lugar            | Medalla          | Clase            |
| ---------------- | ---------------- | ---------------- | ---------------- |
| 2004             | Atenas (Grecia)  | Medalla de plata | Mistral          |

| Juegos Olímpicos | Juegos Olímpicos | Juegos Olímpicos | Juegos Olímpicos |
| Año              | Lugar            | Medalla          | Clase            |
| ---------------- | ---------------- | ---------------- | ---------------- |
| 2008             | Pekín (China)    | Medalla de oro   | RS:X             |